# Marta Pelegrín González
Marta Pelegrín González (Murcia, 26 de mayo de 1991) es una futbolista española. Juega de cierre y su equipo actual es la Roldán FSF de la Primera División de fútbol sala femenino de España. Fue elegida como mejor deportista murciana en 2015.

## Trayectoria
Empezó jugando en el Universidad de Murcia. Debutó en 2005 con 14 años en División de Honor con el FSF UCAM Murcia, con el que se proclamó subcampeona de la Copa de España 2009. En 2010 pasó a la disciplina del Jimbee Roldán FSF, club con el que se proclamó campeona de la División de Plata y consiguió el ascenso a la División de Honor. En el año 2014 fichó por el Futsi Atlético Navalcarnero. Después de la temporada 2018-19 se marchó a Estados Unidos para trabajar en un proyecto de su empresa, y en la 2020-21 decide volver a jugar a su tierra con el Roldán FSF.

## Estadísticas

### Clubes
Actualizado al último partido jugado el 19 de junio de 2022.
| Club | Div.          | Temporada     | Liga  | Liga  | Liga       | Liga      | Copas nacionales(1) | Copas nacionales(1) | Copas nacionales(1) | Copas nacionales(1) | Torneos internacionales(2) | Torneos internacionales(2) | Torneos internacionales(2) | Torneos internacionales(2) | Total(3) | Total(3) | Total(3)   | Total(3)  |
| Club | Div.          | Temporada     | Part. | Goles | Amonestado | Expulsado | Part.               | Goles               | Amonestado          | Expulsado           | Part.                      | Goles                      | Amonestado                 | Expulsado                  | Part.    | Goles    | Amonestado | Expulsado |
| --- | ------------- | ------------- | ----- | ----- | ---------- | --------- | ------------------- | ------------------- | ------------------- | ------------------- | -------------------------- | -------------------------- | -------------------------- | -------------------------- | -------- | -------- | ---------- | --------- |
| UCAM Murcia · España |               |               |       |       |            |           |                     |                     |                     |                     |                            |                            |                            |                            |          |          |            |           |
| 1.ª |               |               |       |       |            |           |                     |                     |                     |                     |                            |                            |                            |                            |          |          |            |           |
| 2007-08* | 25            | 3             | 3     | 0     | 1          | 0         | 0                   | 0                   | -                   | -                   | -                          | -                          | 26                         | 3                          | 3        | 0        |            |           |
| 2008-09 | 27            | 9             | 3     | 0     | 3          | 1         | 0                   | 0                   | -                   | -                   | -                          | -                          | 30                         | 10                         | 3        | 0        |            |           |
| 2009-10 | 27            | 16            | 3     | 1     | 1          | 0         | 0                   | 0                   | -                   | -                   | -                          | -                          | 28                         | 16                         | 3        | 1        |            |           |
| 2010-11* | 19            | 10            | 3     | 0     | -          | -         | -                   | -                   | -                   | -                   | -                          | -                          | 19                         | 10                         | 3        | 0        |            |           |
| Total club | Total club    | 98            | 38    | 9     | 1          | 5         | 1                   | 0                   | 0                   | -                   | -                          | -                          | -                          | 103                        | 39       | 9        | 1          |           |
| Roldán FSF · España |               |               |       |       |            |           |                     |                     |                     |                     |                            |                            |                            |                            |          |          |            |           |
| 2.ª |               |               |       |       |            |           |                     |                     |                     |                     |                            |                            |                            |                            |          |          |            |           |
| 2011-12 |               | -             | -     | -     | -          | -         | -                   | -                   | -                   | -                   | -                          | -                          |                            | -                          | -        | -        |            |           |
| 1.ª |               |               |       |       |            |           |                     |                     |                     |                     |                            |                            |                            |                            |          |          |            |           |
| 2012-13 | 24            | 6             | 1     | 0     | -          | -         | -                   | -                   | -                   | -                   | -                          | -                          | 24                         | 6                          | 1        | 0        |            |           |
| 2013-14 | 29            | 16            | 5     | 0     | -          | -         | -                   | -                   | -                   | -                   | -                          | -                          | 29                         | 16                         | 5        | 0        |            |           |
| Total club | Total club    | 53            | 22    | 6     | 0          | -         | -                   | -                   | -                   | -                   | -                          | -                          | -                          | 43                         | 22       | 6        | 0          |           |
| Futsi Navalcarnero · España |               |               |       |       |            |           |                     |                     |                     |                     |                            |                            |                            |                            |          |          |            |           |
| 1.ª |               |               |       |       |            |           |                     |                     |                     |                     |                            |                            |                            |                            |          |          |            |           |
| 2014-15 | 29            | 9             | 3     | 0     | 3          | 1         | 0                   | 0                   | -                   | -                   | -                          | -                          | 32                         | 10                         | 3        | 0        |            |           |
| 2015-16 | 30            | 16            | 2     | 0     | 4          | 2         | 0                   | 0                   | -                   | -                   | -                          | -                          | 27                         | 13                         | 3        | 0        |            |           |
| 2016-17 | 29            | 16            | 1     | 0     | 5          | 4         | 1                   | 0                   | 3                   | 3                   | -                          | -                          | 37                         | 23                         | 2        | 0        |            |           |
| 2017-18 | 28            | 11            | 3     | 0     | 5          | 4         | 0                   | 0                   | 3                   | 0                   | 0                          | 0                          | 35                         | 15                         | 3        | 0        |            |           |
| 2018-19 | 29            | 9             | 0     | 0     | 5          | 2         | 0                   | 0                   | 1                   | 0                   | 0                          | 0                          | 35                         | 11                         | 0        | 0        |            |           |
| Total club | Total club    | 145           | 61    | 9     | 0          | 22        | 13                  | 1                   | 0                   | 7                   | 3                          | 0                          | 0                          | 174                        | 72       | 11       | 0          |           |
| Roldán FSF · España |               |               |       |       |            |           |                     |                     |                     |                     |                            |                            |                            |                            |          |          |            |           |
| 1.ª |               |               |       |       |            |           |                     |                     |                     |                     |                            |                            |                            |                            |          |          |            |           |
| 2020-21 | 24            | 9             | 1     | 0     | 2          | 1         | 0                   | 0                   | -                   | -                   | -                          | -                          | 26                         | 10                         | 1        | 0        |            |           |
| 2020-21 | 9             | 3             | 0     | 0     | 0          | 0         | 0                   | 0                   | -                   | -                   | -                          | -                          | 9                          | 3                          | 0        | 0        |            |           |
| Total club | Total club    | 33            | 12    | 1     | 0          | 2         | 1                   | 0                   | 0                   | -                   | -                          | -                          | -                          | 35                         | 13       | 1        | 0          |           |
| Total carrera | Total carrera | Total carrera | 329   | 133   | 25         | 1         | 29                  | 15                  | 1                   | 0                   | 7                          | 3                          | 0                          | 0                          | 365      | 151      | 26         | 1         |
| (1) Incluye datos de Copa de España / Supercopa de España. (2) Incluye datos de Campeonato de Europa de Clubes y Copa Intercontinental. (3) No incluye datos de partidos amistosos. |               |               |       |       |            |           |                     |                     |                     |                     |                            |                            |                            |                            |          |          |            |           |

Nota: En la temporada 2007-08 falta por comprobar 1 jornada

Nota: En la temporada 2010-11 faltan por comprobar 10 jornadas

## Palmarés y distinciones

### Campeonatos
- Liga española: 3 títulos

2014-15, 2016-17 y 2018-19.
- Copa de España: 3 títulos

2015, 2016 y 2018.
- Supercopa de España: 4 títulos

2014, 2016, 2017 y, 2018.
- Copa de Europa: 2 títulos

2016-17 y 2017-18.
- Segunda División Liga Española: 1 título

2011-12
- Copa Presidente de la FFRM: 4 títulos

### Distinciones individuales
- Mejor deportista murciana en 2015[1]